# Conduite du changement
La conduite du changement est l'ensemble des opérations effectuées au sein d'une organisation pour lui permettre de s'adapter au changement et à l'évolution de l'environnement. C'est une modification de caractères par l'apprentissage.
Elle est par exemple nécessaire à mettre en œuvre lorsqu'une entreprise adopte de nouveaux outils (machines, numérique…), ou encore une nouvelle organisation. Les membres de l'organisation sont alors accompagnés afin de comprendre et d'apprivoiser cette nouveauté, et l'intégrer petit à petit à leur environnement de travail.
Savoir gérer la conduite du changement fait désormais partie des impératifs des entreprises, à tel point que des métiers en sont nés, et que des cabinets en ont fait leur spécialité.
Les démarches de conduite du changement sont aujourd'hui courantes du fait de la révolution numérique.

## Typologie

### En économie d'entreprise
La conduite du changement, parfois appelée « accompagnement du changement », vise à maîtriser le processus de transformation de l'entreprise dans un contexte de changement, qu'il soit désiré ou non.
Depuis les années 1990, les situations exceptionnelles d’adaptation des organisations sont devenues de plus en plus fréquentes jusqu’à devenir une stratégie en soi. Le changement est sans doute devenu l’activité la plus chronophage de nos organisations modernes. Au-delà des enjeux financiers, la santé au travail est l’une des dimensions les plus importantes à prendre en compte pour toute entreprise voulant accompagner le changement. Pour limiter les risques ou la « casse », cet accompagnement humain du changement nécessite une implication forte des dirigeants, en amont du changement et non uniquement en aval,.
Dans la conduite des projets, et notamment dans l'informatisation des organisations, on peut distinguer quatre grandes questions : la conduite des étapes successives du changement (avec l'approche de Kurt Lewin), la conduite de l'ampleur du changement (avec les approches de Paul Watzlawick ou Chris Argyris), la question du changement planifié, et les possibilités d'un changement émergent (avec la résilience weickienne).

### En sociologie
La conduite de changement vise à maîtriser une mutation ou une évolution des structures et du fonctionnement de l'organisation sociale affectant les rapports sociaux (modes de vie, mentalités…). Les transformations ne sont pas provisoires ou éphémères et modifient la structure ou le fonctionnement de l'organisation sociale d'une collectivité donnée, ce qui influence le cours de l'histoire.

### En psychologie
La conduite du changement vise à permettre à une personne d'évoluer dans ses comportements et ses perceptions du Monde et des situations.

## Enjeux

### Enjeux économiques
La conduite du changement permet à l'entreprise de faire adhérer les équipes au projet de transformation et de diminuer la période de moindre productivité.
De plus en plus, elle constitue un élément indispensable de la mise en place de projets d'organisation ou de mise en œuvre de nouveaux outils. À titre d'exemple, en France le projet Socrate de la SNCF a montré en 1993 l'impact d'un accompagnement insuffisant des utilisateurs d'un nouveau système d'information.

### Enjeux sociologiques
Le changement peut être un moyen d'atteindre un idéal choisi par un groupe d'individus nécessitant alors une négociation ou un conflit.
Le changement est aussi un outil qui peut servir ou asservir un groupe.

### Enjeux psychologiques
Lorsqu'un changement s'opère, il s'accompagne pour les individus concernés d'un processus de deuil des situations antérieures. L'étape de déni, étape primaire du changement, se manifeste par des résistances au changement. Plus ces résistances sont grandes, plus les individus risquent de tomber dans des écueils de comportements tels que la rébellion (manifestation de colère, de haine qui traduisent une impuissance, une perte de moyens face à la situation) ou l'abandon soudain (démotivation, découragement sans justification).
La conquête que nous avons à faire est une conquête mentale : passer du concept de « changement » à celui « d’adaptation permanente », passer de la vaine et fébrile recherche d’un modèle idéal à la patiente construction d’un devenir réalisé.
Selon Prochaska et Di Clemente (1999), le modèle transthéorique de changement décrit un processus qui fonctionne de manière cyclique. Ainsi, le cycle de Prochaska définit en 6 étapes le changement de comportement:
1. La pré-intention : la personne n'envisage pas de changer son comportement dans les six prochains mois. les raisons en sont variées : manque d'information, manque de confiance en soi, échecs antérieurs, peur des conséquences, choix d'autres priorités, etc
2. L'intention : la personne envisage de modifier ses habitudes dans un avenir relativement proche. Elle pèse le pour et le contre.
3. La préparation : La décision est prise et la personne se prépare au changement. Elle demande conseil, recherche des informations…
4. L'action : période au cours de laquelle la personne modifie ses habitudes. Cela lui demande une dépense supérieure d'énergie et d'attention au quotidien
5. Le maintien : Le changement est désormais effectif. Il s'agit alors d'éviter les rechutes. L'effort à fournir est moins intense, la personne a davantage confiance en ses capacités. Même si la rechute est possible, elle fait partie du processus et ne doit pas être considérée comme un échec, bien au contraire, mais comme une dernière étape vers la voie du changement.
6. La résolution : La tentation du comportement antérieur a disparu, y compris dans des situations potentiellement dangereuses de stress, d'anxiété, de colère ou de dépression. La personne est satisfaite pleinement du changement et ne rechutera plus.

Remarques :
- les étapes du cycle peuvent être parcourues dans des délais très variables, améliorés par la motivation de la personne et le soutien qui l'entoure
- les stratégies pour réussir répondent à une logique individuelle. Il n'existe pas de stratégie « miracle », universelle mais une réponse adaptée et unique à chaque situation.

## Facilitateurs
Les facilitateurs de la conduite du changement peuvent être :
- des accompagnateurs du changement
- des coachs
- des médiateurs
- des Managers de Transition

Suivant la taille et la mondialisation de l'entreprise, il faut appliquer le modèle sociologique, psychosociologique ou psychologique

### Ce qui permet d'améliorer le suivi du changement en entreprise
- La proximité (partager une même vision…)
- La reconnaissance et les incitations
- Les formations
- Le contrôle des processus
- La présence d'une tierce personne de soutien
- Un moyen de diffusion de l'information simple
- Un moyen de retour d'information
- L'homogénéisation de l'accès à l'information
- La facilité d'utilisation perçue et l'utilité perçue du nouveau système (Cf. le modèle TAM)
- Faire la preuve que si une personne peut réussir alors les autres aussi
- Un leader d'opinion doit être disponible pour le suivi du changement
- Un sponsor (supérieur hiérarchique) indique clairement l'importance des changements
- Les symboles et signaux
- L'implication (participer à la recherche de solutions) des personnes concernées par le changement
- La mesure du changement : la mise en place d'indicateurs et leur suivi régulier après le changement

### Ce qu'il faut éviter
- Éviter les situations de juge et parti
- Ne pas tenir compte des enjeux et risques individuels
- Ne communiquer que sur l'objectif…
- … Ne pas communiquer !

## Les résistances au changement
Un changement imposé est un changement auquel on s'oppose. Il n'en reste pas moins que certains changements ne sont pas négociables[réf. souhaitée]. Il convient alors de gérer les résistances naturelles qui s'opèrent.
Les formes les plus souvent observées de résistance sont au nombre de quatre :
- L'inertie par laquelle la résistance est larvée, exprimée par « non-dit », et où la procrastination des « résistants » est leur arme principale.
- L'argumentation qui donne lieu a des discussions sans fin, par laquelle il est demandé/exigé des explications.
- La révolte par laquelle on agit contre le changement.
- Le sabotage par lequel on essaie de montrer l'ineptie du changement.

Pour éviter ces types de résistances, fédérer l'équipe autour d'un projet de transformation est un des axes clés. Quelques pistes : motiver les équipes à s'impliquer dans le mouvement en cours, favoriser le dialogue dans un climat de confiance, démontrer tout au long des étapes parcourues que les échanges sont pris en compte par la Direction dans la formalisation du projet final. Un changement réussi est un changement auquel l'ensemble de l'entreprise adhère. 